# Claudio Beauvue
Claudio Beauvue (Saint-Claude, 16 april 1988) is een Frans voetballer die doorgaans als vleugelspeler speelt. Hij verruilde Olympique Lyon in januari 2016 voor Celta de Vigo.

## Clubcarrière
Beauvue speelde de eerste vijf seizoenen van zijn profloopbaan voor Troyes. Tijdens het seizoen 2011/12 werd hij uitgeleend aan Châteauroux. In 2012 maakte hij definitief de overstap naar Châteauroux. In januari 2013 werd Beauvue voor zes maanden uitgeleend aan toenmalig Ligue 1-ploeg SC Bastia. Op 2 februari 2013 debuteerde hij in de Ligue 1, tegen Évian Thonon Gaillard. In de zomer van 2013 werd hij getransfereerd naar EA Guingamp. In 2014 won Beauvue de Coupe de France met de club uit Bretagne. In de finale werd Stade Rennais verslagen met 0-2. In zijn laatste seizoen bij Guingamp scoorde hij 27 doelpunten in alle competities.
Beauvue tekende in juli 2015 een contract tot medio 2019 bij Olympique Lyonnais, de nummer twee van Frankrijk in het voorgaande seizoen. Dat betaalde €4.500.000,- voor hem aan EA Guingamp, met tot €3.000.000 aan eventuele bonussen en een doorverkooppercentage in het vooruitzicht. Beauvue maakte op 1 augustus 2015 zijn debuut voor Lyon, in de met 2-0 verloren wedstrijd om de Trophée des Champions 2015 tegen Paris Saint-Germain. Zijn eerste doelpunt voor de club volgde op 15 augustus 2015, tijdens de tweede speelronde in de Ligue 1. Hij maakte die dag het enige doelpunt van de wedstrijd op bezoek bij zijn vorige club Guingamp. In 2016 werd Beauvue verkocht aan Celta de Vigo voor een bedrag van 5 miljoen euro. Hij tekende een contract tot medio 2021.

## Clubstatistieken
| Seizoen | Club               | Land      | Competitie           | Wed. | Doelp. |
| ------- | ------------------ | --------- | -------------------- | ---- | ------ |
| 2007/08 | Troyes AC          | Frankrijk | Ligue 2              | 11   | 2      |
| 2008/09 | Troyes AC          | Frankrijk | Ligue 2              | 37   | 3      |
| 2009/10 | Troyes AC          | Frankrijk | Championnat National | 34   | 11     |
| 2010/11 | Troyes AC          | Frankrijk | Ligue 2              | 19   | 2      |
| 2011/12 | → LB Châteauroux   | Frankrijk | Ligue 2              | 37   | 10     |
| 2012/13 | LB Châteauroux     | Frankrijk | Ligue 2              | 21   | 6      |
| 2012/13 | → SC Bastia        | Frankrijk | Ligue 1              | 15   | 1      |
| 2013/14 | EA Guingamp        | Frankrijk | Ligue 1              | 36   | 5      |
| 2014/15 | EA Guingamp        | Frankrijk | Ligue 1              | 36   | 17     |
| 2015/16 | Olympique Lyonnais | Frankrijk | Ligue 1              | 19   | 5      |
| 2015/16 | Celta de Vigo      | Spanje    | Primera División     | 10   | 1      |
| 2016/17 | Celta de Vigo      | Spanje    | Primera División     | 13   | 1      |
| 2017/18 | → CD Leganés       | Spanje    | Primera División     | 28   | 2      |
| 2018/19 | → SM Caen          | Frankrijk | Ligue 1              | 25   | 3      |
| 2019/20 | Celta de Vigo      | Spanje    | Primera División     | 0    | 0      |
| Totaal  | Totaal             | Totaal    | Totaal               | 341  | 69     |

## Erelijst
| Coupe de France | 1x | 2013/14 |